# Port lotniczy Kyzył-Kyja
Port lotniczy Kyzył-Kyja – mały port lotniczy położony w mieście Kyzył-Kyja, w obwodzie batkeńskim, w Kirgistanie.